# Trichipochira batchianensis
Trichipochira batchianensis là một loài bọ cánh cứng trong họ Cerambycidae.